# Santa María Huazolotitlan
Santa María Huazolotitlan är en kommunhuvudort i Mexiko.   Den ligger i kommunen Santa María Huazolotitlán och delstaten Oaxaca, i den sydöstra delen av landet, 400 km söder om huvudstaden Mexico City. Santa María Huazolotitlan ligger 284 meter över havet och antalet invånare är 4 506.
Terrängen runt Santa María Huazolotitlan är kuperad söderut, men norrut är den platt. Terrängen runt Santa María Huazolotitlan sluttar västerut. Runt Santa María Huazolotitlan är det ganska glesbefolkat, med 26 invånare per kvadratkilometer. Närmaste större samhälle är Santiago Pinotepa Nacional, 15,5 km väster om Santa María Huazolotitlan. Omgivningarna runt Santa María Huazolotitlan är en mosaik av jordbruksmark och naturlig växtlighet.